# Френсдорф
Френсдорф (нім. Frensdorf) — громада в Німеччині, розташована в землі Баварія. Підпорядковується адміністративному округу Верхня Франконія. Входить до складу району Бамберг.
Площа — 43,96 км2. Населення становить 5126 ос. (станом на 31 грудня 2020).

## Географія

### Адміністративний поділ
Громада  складається з 12 районів:
- Абтсдорф
- Бірках
- Еллерсдорф
- Геррнсдорф
- Гундсгоф
- Лоннерсгоф
- Обергройт
- Раттельсгоф
- Шлюсселау
- Унтергройт
- Форра
- Вінгерсдорф